# Дэвенпорт, Джек Арден
Джек Арден Дэвенпорт (англ. Jack Arden Davenport; 7 сентября 1931 — 21 сентября 1951) — американский боксёр и морской пехотинец, участник чемпионата Golden Gloves, награждён посмертно медалью Почёта за героизм и самопожертвование в ходе Корейской войны.

## Биография
Родился 7 сентября 1931 года в г. Канзас-Сити, штат Миссури, где окончил школу в 1949 году. Во время учёбы в старшей школе работал курьером в газете Kansas City Star и три сезона играл в бейсбол в организации «Американский легион». По окончании школы проучился год в Канзасском университете, где играл в футбольной команде первокурсников.  
25 июля 1950 года Дэвенпорт вступил в ряды корпуса морской пехоты США, в сентябре того же года прошёл рекрутскую подготовку на учебной базе в Сан-Диего. Затем отправился в командование по подготовке и кадровым вопросам на базе Кэмп-Пендлтон, штат Калифорния где пребывал до декабря 1950 года, после чего отплыл в Корею, чтобы присоединиться к пятому полку первой дивизии морской пехоты.
Рано утром 21 сентября 1951 капрал Дэвенпорт пожертвовал жизнью для спасения товарища-морпеха рядового Роберта У. Смита в Корее. Дэвенпорт и Смит стояли вместе в наблюдении, когда граната приземлилась в их окоп. Без размышлений о собственной безопасности Дэвенпорт в темноте нашёл гранату и накрыл её своим телом, чтобы спасти своего товарища – морского пехотинца.
Тело Дэвенпорта было доставлено в США в январе 1952 года и было погребено на кладбище Mount Moriah в Хикман-Хиллзе, штат Миссури. Отец Дэвенпорта Фред получил медаль Почёта 7 января 1953 года от министра ВМС Дэна Кимбала в г. Вашингтон.

## Награды
|  | Медаль Почёта    |
|  | Пурпурное сердце |

### Наградная запись
За выдающуюся храбрость и отвагу, проявленные с риском для жизни при выполнении  и перевыполнении долга службы во время службы командиром отделения роты G, третьего батальона, пятого полка, первой (усиленной) дивизии морской пехоты в бою против вражеских сил агрессора рано утром 21 сентября 1951 года. В ходе руководства обороной позиции во время пробной атаки вражеских сил, пытающихся просочиться в данной области капрал Дэвенпорт быстро отреагировал, когда граната приземлилась в окопе, который он занимал с другим морским пехотинцем, искусно определил траекторию смертоносного снаряда во тьме и не боясь риска для себя, он героически бросился к гранате, спасая тем самым своего товарища от серьезной травмы или возможной смерти. Его хладнокровное и решительное лидерство внесло вклад в успешное отражение вражеской атаки и его превосходная храбрость и восхитительный дух самопожертвования перед лицом практически верной смерти укрепляют и поддерживают высочайшие традиции военно-морской службы США. Капрал Дэвенпорт храбро отдал жизнь за свою страну.           
Оригинальный текст (англ.)
For conspicuous gallantry and intrepidity at the risk of his life above and beyond the call of duty while serving as a Squad Leader in Company G, Third Battalion, Fifth Marines, First Marine Division (Reinforced), in action against enemy aggressor forces in the vicinity of Songnae-Dong, Korea, early on the morning of 21 September 1951. While expertly directing the defense of his position during a probing attack by hostile forces attempting the infiltrate the area, Corporal Davenport, acting quickly when an enemy grenade fell into the foxhole which he was occupying with another Marine, skillfully located the deadly projectile in the dark and, undeterred by the personal risk involved, heroically threw himself over the live missile, thereby saving his companion from serious injury or possible death. His cool and resourceful leadership were contributing factors in the successful repulse of the enemy attack and his superb courage and admirable spirit of self-sacrifice in the face of almost certain death enhance and sustain the highest traditions of the United States Naval Service. Corporal Davenport gallantly gave his life for his country.